# Carlo Karcher
Carlo Karcher (* 17. November 1951) ist ein deutscher Jurist.

## Leben
Karcher wurde 1993 Vorsitzender Richter am Bundesdisziplinargericht in Frankfurt am Main. Danach war er Vorsitzender Richter unterschiedlicher Kammern der Truppendienstgerichte Nord in Münster und Süd in München. Von 2004 bis 2014 war er Präsident des Truppendienstgerichts (TDG) Nord in Münster. 2014 wurde er in den Ruhestand versetzt.